# Jiří Pauer
Jiří Pauer (22. února 1919 Libušín u Kladna – 21. prosince 2007 Praha) byl český pedagog, hudební skladatel, hudební manažer, funkcionář, publicista a organizátor.

## Život
Pocházel z hornické rodiny, vystudoval učitelský ústav v Kladně v letech 1934–1938 a po jeho absolutoriu až do roku 1948 učil na národních školách. Zároveň s tím ale v letech 1943 až 1950 studoval nejprve soukromě harmonii u O. Šína, instrumentaci u R. Karla, následně komponování na Pražské konzervatoři u Aloise Háby a později i na pražské Hudební fakultě Akademie múzických umění u Pavla Bořkovce.
Těsně po válce spoluzakládal pražskou Městskou hudební školu, kde v letech 1945/1946 také vyučoval. Od roku 1949 pracoval jakožto státní úředník, funkcionář a manažer v různých veřejných a kulturních institucích. V letech 1953 až 1955 (a poté ještě jednou v letech 1965 až 1967) působil ve funkci šéfa opery Národního divadla v Praze. Od roku 1958 až do roku 1980 byl uměleckým ředitelem České filharmonie. V letech 1979 až 1989 byl ředitelem Národního divadla. Aktivně působil i jako funkcionář Svazu československých hudebních skladatelů, působil i v Ochranném svazu autorském, České hudební radě, festivalu Pražské jaro a v Gramofonovém klubu.

## Dílo
Ve své hudební tvorbě se věnoval komponování písní, napsal celkem pět oper (Zuzana Vojířová, Žvanivý slimejš, Zdravý nemocný, Labutí píseň, Červená karkulka) balet Ferda Mravenec, komponoval také orchestrální, vokální a komorní hudbu. Zkomponoval kupříkladu Hymnus komunistické straně.
Komponování vyučoval i na Hudební fakultě pražské AMU (1967 až 1972 jako externista, od roku 1972 jako řádný profesor), kde mezi jeho žáky patřili například: Hanuš Bartoň, Jiří Gemrot, Pavel Jeřábek, Miroslav Kubička, Ladislav Kubík, Otomar Kvěch, Zbyněk Matějů, Martin Smolka.
V roce 2013 byly uvedeny jeho Manželské kontrapunkty (pět operních grotesek) na scéně divadla Inspirace pod režijním vedením Michala Lieberzeita, jako studentský projekt HAMU (operního studia).

## Ocenění
- 1961 Státní cena
- 1965 titul zasloužilý umělec
- 1969 Řád práce
- 1979 titul národní umělec